# Hell on Wheels : L'Enfer de l'Ouest
Hell on Wheels : L'Enfer de l'Ouest (Hell on Wheels) est une série télévisée américaine en 57 épisodes de 42 minutes créée par Joe Gayton et Tony Gayton, diffusée entre le 6 novembre 2011 et le 23 juillet 2016 sur la chaîne AMC.
En France, la série est diffusée depuis le 15 mai 2012 sur OCS Max et à partir du 26 juin 2013 sur D8. Néanmoins, elle reste inédite dans les autres pays francophones.

## Synopsis
États-Unis, milieu du XIXe siècle. Ancien propriétaire terrien, dans le Sud des États-Unis, Cullen Bohannon cherche à venger le meurtre de sa famille par des soldats de l'Union. Sa quête l'amène bientôt sur le chantier itinérant du chemin de fer transcontinental comme contremaître, puis responsable de la sécurité de la caravane.
La première saison démarre en 1865, peu de temps après l'assassinat d'Abraham Lincoln. La seconde se situe en 1866. Les troisième et quatrième saisons en 1867. La cinquième et ultime saison place l'action en 1869, alors que la construction du chemin de fer arrive à sa fin.

## Distribution

### Acteurs principaux
- Anson Mount (VF : Laurent Mantel) : Cullen Bohannon
- Colm Meaney (VF : Frédéric Popovic) : Thomas « Doc » Durant
- Christopher Heyerdahl (VF : Martial Le Minoux) : Thor Gundersen « le Suédois » (récurrent saison 1, principal saisons 2-5)
- Robin McLeavy (VF : Karine Texier) : Eva (récurrente saison 1, principale saisons 2-5)
- Phil Burke (en) (VF : Jean-François Cros) : Mickey McGinnes
- Dohn Norwood (VF : Jean-Paul Pitolin) : Psalms (récurrent saisons 1 et 2, principal saisons 3 à 5)
- Jennifer Ferrin (en) (VF : Isabelle Perilhou) : Louise Ellison (saison 3-5)
- MacKenzie Porter (VF : Anne Tilloy) : Naomi Hatch Bohannon (saisons 4-5)
- Chelah Horsdal (VF : Myrtille Bakouche) : Maggie Palmer (récurrente saisons 3-4, principale saison 5)
- Tim Guinee (VF : Taric Méhani) : Collis Potter Huntington (récurrent saisons 3-4, principal saison 5)
- Reg Rogers (en) (VF : Jérôme Pauwels) : James Strobridge (saison 5)
- Byron Mann (VF : Eric Khanthavixay) : Chang (saison 5)
- Angela Zhou (VF : Stéphanie Lafforgue) : Mei / Fong (saison 5)

#### Anciens acteurs principaux
- Common (VF : Thierry Desroses) : Elam Ferguson (saisons 1-4)
- Kasha Kropinski (en) (VF : Charlyne Pestel) : Ruth (récurrente saisons 1 et 2, principale saisons 3 et 4)
- Ben Esler (en) (VF : Yann Le Madic [saison 1 et 2] puis Olivier Podesta [saison 3]) : Sean McGinnes (saisons 1-3)
- Dominique McElligott (VF : Monika Lawinska) : Lily Bell (saisons 1-2)
- Eddie Spears (en) (VF : Nicolas Djermag) : Joseph Black Moon (saisons 1-2)
- Tom Noonan (VF : Bernard Bollet) : Révérend Cole (saisons 1-2, invité saison 4)
- Jake Weber (VF : Pierre Tessier) : John Campbell (saison 4, invité saison 5)

### Acteurs récurrents
- Damian O'Hare (VF : Laurent Larcher) : Declan Toole (saison 3)
- Leon Ingulsrud : Doctor Major Augustus Mendix (saison 3)
- Sean Hoy : Joseph Dutson (saison 3)
- Siobhan Williams (VF : Anne Tilloy) : Naomi Hatch Bohannon (saison 3)
- Grainger Hines (VF : Jean-Louis Faure) : Doc Whitehead (saison 2-3)
- Virginia Madsen (VF : Martine Irzenski) : Hannah Durant (saison 2)
- Ryan Robbins : Hawkins (saison 2)
- April Telek (VF : Murielle Naigeon) : Nell (saisons 1-2)
- Duncan Ollerenshaw (VF : Jérôme Keen) : Monsieur Gregory Toole (saisons 1-2)
- James D. Hopkins (VF : Guy Chapellier) : Sénateur Jordan Crane (saison 1)
- Wes Studi : Chef Many Horses (saison 1)
- Gerald Auger : Pawnee Killer (saison 1)

- Amber Chardae Robinson : Mary Fields (saison 5)
Version française réalisée par
  - Société de doublage : VF Productions[4],[5]
  - Direction artistique : Monika Lawinska[5]
  - Adaptation des dialogues : Caroline Gere, Laëtitia Berenjdal, Alain Berguig et Marc Séclin[5]
  - Enregistrement et mixage : Anthony Lecamus, Gauthier de Faultrier et Mathieu Viellefont[5]

Source VF : RS Doublage et Doublage Séries Database

## Épisodes

### Première saison (2011-2012)
États-Unis, milieu du XIXe siècle. Ancien propriétaire d'esclave et ex-officier de l'Armée des États confédérés, Cullen Bohannon est à la recherche des soldats de l'Union qui ont assassiné sa famille. Sa quête vengeresse l'emmène à l'Ouest, dans la colonie itinérante appelée « Hell on Wheels » au Nebraska, qui suit la construction du premier chemin de fer transcontinental sous les ordres de l'impitoyable Thomas Durant, vice-président de l'Union Pacific Railroad. Bohannon est nommé contremaître chargé du maintien de l'ordre dans le chantier. Il rencontre Elam Ferguson, un esclave qui rêve de liberté, et les frères McGinnes, Irlandais venus faire fortune par tous les moyens. Une forte animosité se développe entre Bohannon et l'homme de loi, Thor Gundersen dit « le Suédois ».
Au même moment, le campement avancé est attaqué par des indiens Cheyennes menés par Pawnee Killer. Robert Bell, cartographe et associé de Durant, est tué. Sa femme Lily s'enfuit dans les bois avant d'être sauvée par Bohannon et Joseph Black Moon, un indien désormais converti au protestantisme. Au chantier, la jeune femme tente de négocier un arrangement financier avec Durant avant de lui céder les précieuses cartes qui pourraient permettre au chemin de fer de progresser vers les Rocheuses. Joseph s'allie avec le révérend Cole pour essayer de parlementer avec son ancienne tribu. Le sénateur de l'Illinois tente également de négocier un accord de paix, mais les Indiens refusent de céder leurs terres à l'homme blanc et son « progrès ». Alors que Bohannon recherche toujours activement les meurtriers de sa famille, la bataille avec les Cheyennes est inévitable...
1. Kilomètre zéro (Pilot)
2. Nouveau contremaître (Immoral Mathematics)
3. Le poids des origines (A New Birth of Freedom)
4. Jamais je ne t’oublierai (Jamais Je Ne T'oublierai)
5. Du pain et des jeux (Bread and Circuses)
6. Négociation de paix (Pride, Pomp and Circumstance)
7. Tel est pris… (Revelations)
8. Déraillement (Derailed)
9. Vengeance (Timshel)
10. Dieu du chaos (God of Chaos)

### Deuxième saison (2012)
Le 23 décembre 2011, AMC a renouvelé la série pour une deuxième saison diffusée depuis le 12 août 2012.
Cullen Bohannon, gracié par Durant après avoir rejoint un gang de voleurs de trains, revient à Hell on Wheel qui progresse en territoire Sioux. Alors que Gundersen et le révérend Cole sèment la zizanie entre les Indiens hostiles et les hommes du chantier, Lily Bell, devenue la maîtresse de Durant, cherche à prendre sa place...
1. Viva Mexico (Viva La Mexico)
2. Tueur de femme (Durant, Nebraska)
3. Du sang pour la terre (Slaughterhouse)
4. En grève ! (Scabs)
5. L’or et le plomb (The Railroad Job)
6. Manifeste sanglant (Purged Away With Blood)
7. Seconde chance (The White Spirit)
8. Le retour (The Lord's Day)
9. Lune de sang (Blood Moon)
10. À feu et à sang (Blood Moon Rising)

### Troisième saison (2013)
Le 29 octobre 2012, AMC a renouvelé la série pour une troisième saison de 10 épisodes diffusée depuis le 10 août 2013.
Cullen Bohannon convainc les actionnaires de l'Union Pacific Railroad de reprendre la tête des opérations après l'incarcération de Durant. Le chantier progresse de nouveau vers la côte Ouest, mais doit inévitablement passer sur les terres d'une ferme de mormons qui refusent de partir. Au même moment, Louise Ellison, une journaliste de New York, débarque pour raconter le quotidien des travailleurs ; et un ennemi que tout le monde croyait mort refait surface...
1. L'Indésirable (Big Bad Wolf)
2. Au nom de la terre (Eminent Domain)
3. Vol de bétail (Range War)
4. La négociation (The Game)
5. Enlèvement (Searchers)
6. Le relais (One Less Mule)
7. Épidémie (Cholera)
8. Vieux démons (It Happened in Boston)
9. Œil pour œil (Fathers and Sins)
10. L'union (Get Behind the Mule)

### Quatrième saison (2014)
Le 14 novembre 2013, AMC a renouvelé la série pour une quatrième saison de treize épisodes diffusée depuis le 2 août 2014. MacKenzie Porter remplace Siobhan Williams dans le rôle de Naomi Hatch Bohannon.
Cullen Bohannon et Elam Ferguson sont considérés comme étant morts depuis des mois. Le chantier avance toujours vers la côte Ouest malgré les difficultés topographiques et l’arrivée de nouveaux ennemis pour Thomas Durant. Bohannon est en réalité toujours retenu captif à Fort Smith avec sa nouvelle épouse, Naomi. La communauté est sous la coupe de Thor Gundersen, « le Suédois », qui usurpe l'identité d'un père mormon...
1. Vers l'Eden (The Elusive Eden)
2. Bienvenue à Cheyenne (Escape From the Garden)
3. Bras de fer (Chicken Hill)
4. Sermons (Reckoning)
5. La vie est un mystère (Life's a Mystery)
6. Surgi du passé (Bear Man)
7. Tueur d'ours (Elam Ferguson)
8. Adieu mon ami (Under Color of Law)
9. L'association (Two Trains)
10. L'enfer (Return to Hell)
11. L'opération (Bleeding Kansas)
12. Le choix de Ruth (Thirteen Steps)
13. En route (Further West)

### Cinquième saison (2015-2016)
Le 7 novembre 2014, AMC a renouvelé la série pour une cinquième et dernière saison de quatorze épisodes diffusée en deux parties : sept épisodes à l'été 2015 à partir du 18 juillet 2015, puis sept autres épisodes à l'été 2016 à partir du 11 juin 2016.
Cullen Bohannon travaille désormais pour la Central Pacific qui avance vers Promontory Summit avec une centaine de migrants chinois pour main d’œuvre. Parmi eux, Tao et son jeune fils Fong ont fui la Chine pour un meilleur avenir aux États-Unis. Bohannon recherche toujours son épouse Naomi et leur fils, disparus depuis des mois. Au même moment, Thomas Durant compte bien rattraper son retard avec l'Union Pacific ; et « le Suédois » complote dans l'ombre...
1. Chinatown (Chinatown)
2. Mei mei (Mei Mei)
3. La justice des blancs (White Justice)
4. La grève (Struck)
5. Meurtre à Chinatown (Elixir of Life)
6. L'équipée funéraire (Hungry Ghosts)
7. La course (False Prophets)
8. La délivrance (Two Soldiers)
9. L'adieu (Return to the Garden)
10. L'association (61 Degrees)
11. Le prix à payer (Gambit)
12. Le plan (Any Sum Within Reason)
13. La course (Railroad Men)
14. Vers le soleil (Done)

## Autour de la série
Hell on Wheels est basée sur la véritable histoire de la longue construction du premier chemin de fer transcontinental au lendemain de la guerre de Sécession. Alors qu'il fallait six mois pour rejoindre l'est des États-Unis à la côte Pacifique en chariot, le chemin de fer a permis de le faire en une semaine. En 1868, les travailleurs chinois représentent 2/3 de la main-d’œuvre, bien plus efficaces que les Européens ou les Américains. Le créateur du Credit Mobilier of America, Thomas Clark Durant (incarné par l'acteur Colm Meaney), a monté une véritable escroquerie pour détourner l'argent de la compagnie pour son propre profit ou pour celui des actionnaires. Un scandale éclate en 1872 et mène à la faillite de l'Union Pacific.
Le personnage de Eva (incarnée par Robin McLeavy) a été inspiré par Olive Oatman. Après avoir tué ses parents, des Amérindiens en ont fait une esclave et l'ont vendue un an plus tard à une tribu Mohave avec laquelle elle a vécu plusieurs années. Le tatouage que porte Eva sur le visage est le même que celui d'Olive Oatman.

## Audiences

### Aux États-Unis
| Saison | Saison | Nombre d'épisodes | Diffusion originale sur AMC | Diffusion originale sur AMC | Année | Audience moyenne (en millions) | Audience moyenne (en millions) | Audience moyenne (en millions) |
| Saison | Saison | Nombre d'épisodes | Début de saison             | Fin de saison               | Année | Première                       | Finale                         | Moyenne                        |
| ------ | ------ | ----------------- | --------------------------- | --------------------------- | ----- | ------------------------------ | ------------------------------ | ------------------------------ |
|        | 1      | 10                | 6 novembre 2011             | 15 janvier 2012             | 2011  | 4,36                           | 2,84                           | 2,90                           |
|        | 2      | 10                | 12 août 2012                | 7 octobre 2012              | 2012  | 2,45                           | 2,18                           | 2,40                           |
|        | 3      | 10                | 10 août 2013                | 5 octobre 2013              | 2013  | 2,49                           | 2,45                           | 2,10                           |
|        | 4      | 13                | 2 août 2014                 | 22 novembre 2014            | 2014  | 2,42                           | 2,17                           | 2,10                           |